# Jacqueline Bracamontes
Jacqueline Bracamontes Van Hoorde (ur. 23 grudnia 1979 roku w Guadalajarze w stanie Jalisco) – meksykańska aktorka i modelka.

## Życiorys
Urodziła się jako najstarsza z trojga dzieci Jacqueline Van-Hoorde i byłego trenera klubu piłkarskiego Chivas de Guadalajara − Jesúsa Bracamontesa; ma dwójkę młodszego rodzeństwa − siostrę Alinę i brata Jesúsa Jr. Wraz z Legionem Chrystusa wiele razy podróżowała do Stanów Zjednoczonych, była w stanie Connecticut w celach religijnych. Jeździła też do Francji, gdzie dawała lekcje nauki języka hiszpańskiego oraz sama nauczyła się trochę francuskiego.
W 2000 roku zdobyła koronę Miss Meksyku. Zadebiutowała na małym ekranie w 2002 roku w czterech telenowelach Televisa: Przyjaciele do pomocy (Cómplices al rescate), Miłość i nienawiść (Entre el amor y el odio), ¡Vivan los niños! i Teleton. W 2006 roku wystąpiła na scenie w sztuce Galisyjczyk w Paryżu (Un gallego en Paris). Pracowała jako komentator sportowy Visión A.M. W roku 2009 wystąpiła w głównej roli, jako Maria Jose (a także jej siostra bliźniaczka Sandra) w popularnej także wśród polskich widzów telenoweli Zaklęta miłość (Sortilegio).
Po rozstaniu z Valentino Lanúsem (był podejrzewany o romans z Caroliną Tejerą) spotykała się z piłkarzem Francisco Fonsecą i Arturo Carmoną. W październiku 2011 poślubiła meksykańskiego biznesmena Martina Fuentesa. W 2013 roku para spodziewa się narodzin bliźniąt - chłopca i dziewczynki.

## Filmografia
| Rok  | Tytuł                    | Rola                                                                |
| ---- | ------------------------ | ------------------------------------------------------------------- |
| 2002 | Przyjaciele do pomocy    | Joselyn                                                             |
| 2002 | Miłość i nienawiść       | Leonela                                                             |
| 2002 | ¡Vivan los niños!        | Hada de los Dientes                                                 |
| 2003 | Alegrijes y rebujos      | Angélica Rivas                                                      |
| 2004 | Cena marzeń              | Maribel de la Fuente                                                |
| 2006 | La fea más bella         | Magaly Ruiz Esparza                                                 |
| 2006 | Heridas de amor          | Miranda San Llorente de Aragón                                      |
| 2008 | Idiotki nie idą do nieba | Cándida "Candy" Morales Alcalde                                     |
| 2009 | Zaklęta miłość           | María José Samaniego Miranda de Lombardo / Sandra Samaniego Miranda |
| 2010 | Mujeres Asesinas 3       | Irma, de los Peces                                                  |

### Filmy telewizyjne
- 2004: Rubí... La descarada jako Maribel de la Fuente
- 2003: La Hora pico: El reventón

### Filmy kinowe
- 2007: Cuando las cosas suceden jako siostra Lucía

## Nagrody

### Premios Bravo
| Rok  | Kategoria          | Sztuka teatralna    | Wynik   |
| ---- | ------------------ | ------------------- | ------- |
| 2007 | Kobiece objawienie | Un gallego en paris | Wygrana |